# Havmannpreis

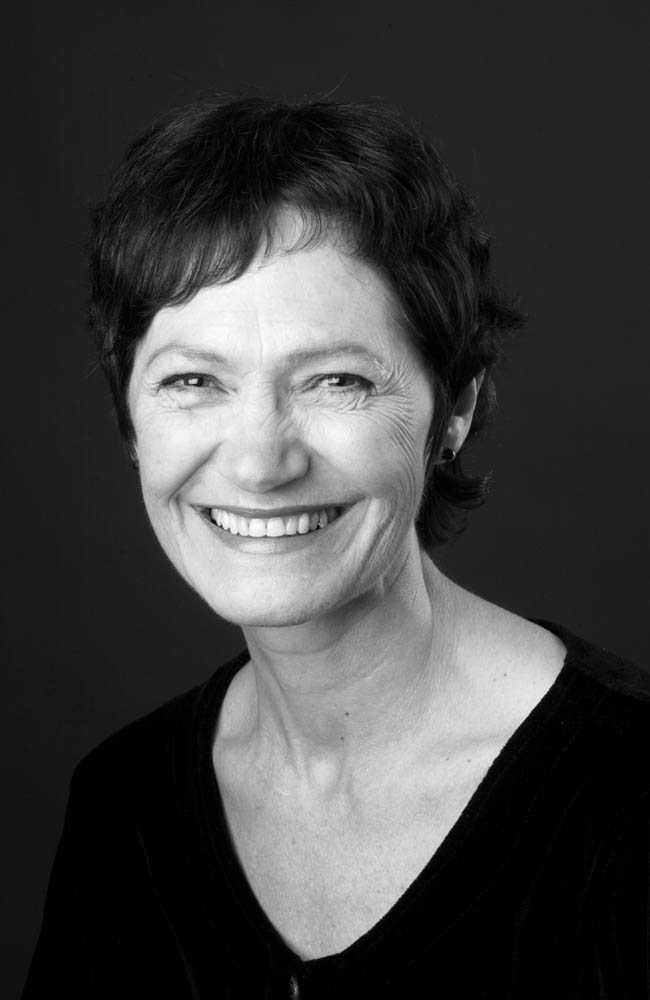
Laila Stien
(Preisträgerin 1999)

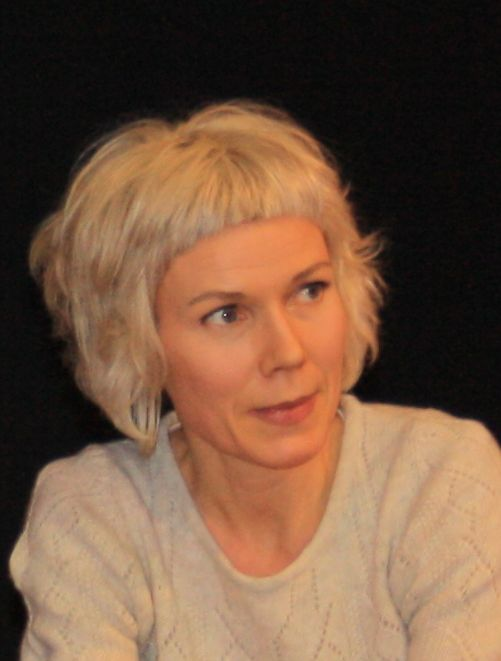
Hanne Ørstavik
(Preisträgerin 2000)

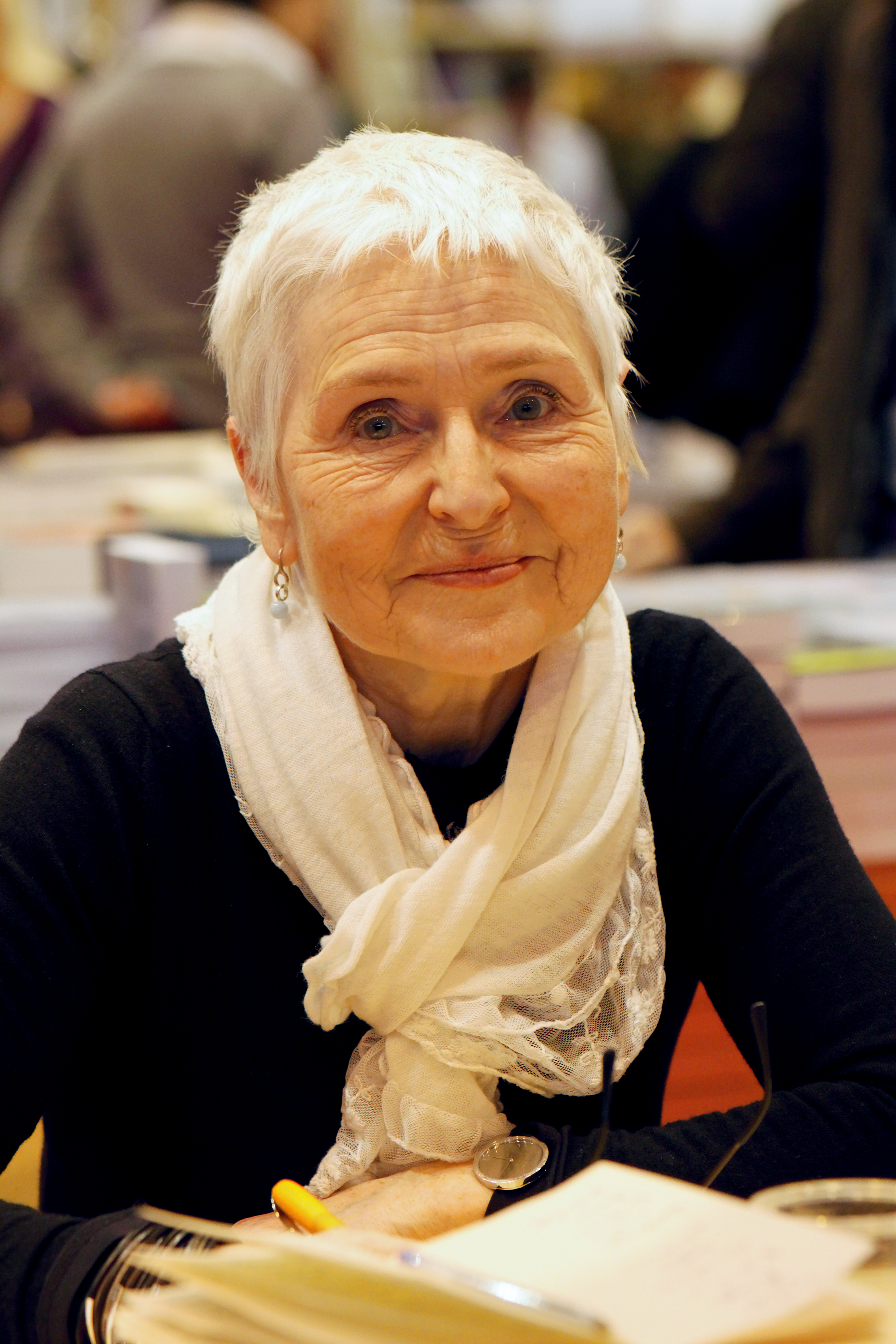
Herbjørg Wassmo
(Preisträgerin 2006)

Der Havmannpreis (norwegisch: Havmannprisen) ist ein norwegischer Literaturpreis. Er wird für das beste nord-norwegische Buch des vergangenen Jahres verliehen. Während des Kulturfestivals Havmanndagene in Mo i Rana wird die Auszeichnung gemeinsam von Rana bibliotek und der Nordland fylkesbibliotek in Zusammenarbeit mit der Helgeland Sparebank, Ark Mo und dem Norsk Forfattersentrum verliehen. Während der Preisträger in den beiden Anfangsjahren noch vom Publikum gewählt wurde, ist seit 1998 eine Jury tätig. Ein Preisgeld wurde 2006 zum ersten Mal mit 15.000 Norwegischen Kronen ausgezahlt, das im darauf folgenden Jahr auf 25.000 NOK erhöht wurde. Seit 2009 ist die Auszeichnung mit 50.000 NOK Preisgeld dotiert.

## Preisträger
| Jahr | Preisträger         | Originaltitel                               | Deutscher Titel Verlag, Ort Jahr              | Nominierungen |
| ---- | ------------------- | ------------------------------------------- | --------------------------------------------- | --- |
| 1996 | Leif Alstahaug      | Fra Aanersbakken til Olympiatoppen          |                                               | |
| 1997 | Svein Stevik        | Anta Majeh – reindriftssame og dansemusiker |                                               | |
| 1998 | Odd Klippenvåg      | Body & soul                                 |                                               | |
| 1999 | Laila Stien         | Gjennom glass                               |                                               | |
| 2000 | Hanne Ørstavik      | Tiden det tar                               |                                               | |
| 2001 | Dag Skogheim        | Sanatorieliv                                |                                               | |
| 2002 | Ragnhild Nilstun    | For kjærlighets skyld                       |                                               | Endre Lund Eriksen für Pitbull-Terje går amok Morten Harry Olsen für Mississippi Neo                                                       |
| 2003 | Endre Lund Eriksen  | Ingen kan stoppe meg no                     |                                               | Helge Stangnes für Frø i vind – Viser og dikt Kristin Valla für Turister Herbjørg Wassmo für Flukten fra Frank Ingeborg Arvola für Straffe |
| 2004 | Morten Harry Olsen  | Størst av alt                               |                                               | |
| 2005 | Tor Eystein Øverås  | Til                                         |                                               | |
| 2006 | Herbjørg Wassmo     | Et glass melk, takk                         | Zwischen zwei Atemzügen Droemer, München 2009 | |
| 2007 | Jorun Thørring      | Tarantellen                                 | Kein Zeichen von Gewalt DTV, München 2009     | |
| 2008 | Ingeborg Arvola     | Ingen dager uten regn                       |                                               | |
| 2009 | Ellen Einan         | Noen venter på bud                          |                                               | |
| 2010 | Mikkel Bugge        | Gå under jorda                              |                                               | |
| 2011 | Frank A. Jenssen    | Snøen er aldri hvit                         |                                               | |
| 2012 | Line Merethe Nyborg | Du vet ikke hvem jeg er                     |                                               | |
| 2013 | Ellisiv Lindkvist   | Ditt røde hår, Unn                          |                                               | |
| 2014 | Sigbjørn Skåden     | Våke over dem som sover                     |                                               | Jakob Arvola für Det går ikke over Odd Klippenvåg für Ada Sanne Mathiassen für Bare en time til Siri Pettersen für Råta                    |
| 2015 | Siri Pettersen      | Evna                                        | Die Rabenringe – Gabe Arctis, Hamburg 2019    | |
| 2016 | Per Knutsen         | Broren til Hugo                             |                                               | |
| 2017 | Gøhril Gabrielsen   | Ankomst                                     |                                               | |
| 2018 | Kathrine Nedrejord  | Forvandlinga                                |                                               | |
| 2019 | Kjersti Anfinnsen   | De siste kjærtegn                           |                                               | |
| 2020 | Odd Klippenvåg      | En lykkelig gift mann                       |                                               | |
| 2021 | Irene Larsen        | Der det gror skierri                        |                                               | |